# Aphyosemion omega
Aphyosemion omega är en fiskart som först beskrevs av Sonnenberg 2007.  Aphyosemion omega ingår i släktet Aphyosemion och familjen Nothobranchiidae. Inga underarter finns listade i Catalogue of Life.